# Mantlarn

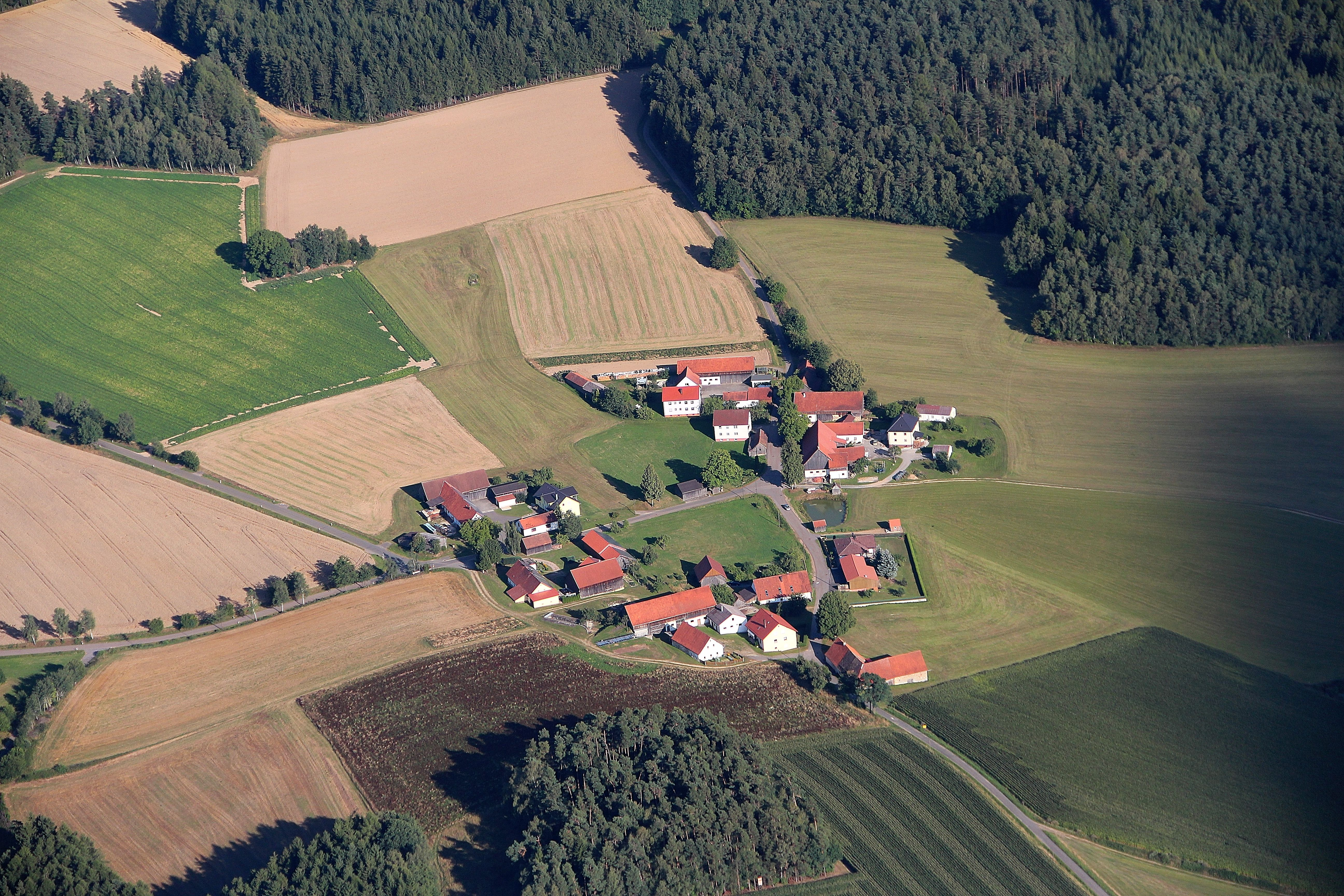
Mantlarn (2012)

Mantlarn ist ein Ortsteil der Gemeinde Niedermurach im Oberpfälzer Landkreis Schwandorf in Bayern.

## Geographische Lage
Mantlarn liegt ungefähr 6 Kilometer südwestlich von Niedermurach.

## Geschichte
Mantlarn wird erstmals 1270 in der Güterbeschreibung des bayerischen Herzogs erwähnt.
Dann wird Mantlarn in der Grenzbeschreibung des Pflegeamts Murach von 1581 schriftlich erwähnt. 
Es gehörte zur Gemeinde Wagnern, die aufgrund der zersplitterten Herrschaftsverhältnisse vier verschiedenen niederen Gerichten unterstellt war. 
In Mantlarn gehörte eine Mannschaft zu Wolf von Pertolzhofen und der Rest zum Pflegeamt Murach.
Trotz dieser verworrenen Herrschaftsverhältnisse zeigte die Gemeinde Wagnern mit ihren 5 Ortsteilen: Wagnern, Mantlarn, Sallach, Altweichelau und Schwaighof ein ausgeprägtes Zusammengehörigkeitsgefühl und wusste sich gegen verschiedene Willkürmaßnahmen und Ungerechtigkeiten ihrer verschiedenen Obrigkeiten durchaus zu wehren.
Auch in den Musterungsprotokollen von 1587 taucht Mantlarn auf.
1946 als die Regierung in Regensburg die Zerschlagung der Gemeinde Wagnern verfügte, wobei Wagnern und Mantlarn an Pertolzhofen kamen, wehrte sich die Bevölkerung erfolgreich, so dass 1948 die Gemeinde Wagnern im früheren Umfang wiederhergestellt wurde.
Zum Stichtag 23. März 1913 (Osterfest) war Mantlarn Teil der Expositur Pertolzhofen und hatte 5 Häuser und 30 Einwohner.
Am 31. Dezember 1968 hatte die Gemeinde Wagnern mit ihren fünf Ortsteilen Wagnern, Mantlarn, Sallach, Altweichelau und Schwaighof 172 Einwohner und eine Fläche von 697 ha. 
Am 31. Dezember 1990 hatte Mantlarn 36 Einwohner und gehörte zur Expositur Pertolzhofen.